# Marcus Fabius Vibulanus (Konsul 483 v. Chr.)
Marcus Fabius Vibulanus († 477 v. Chr.) entstammte der römischen patrizischen Familie der Fabier und war 483 sowie 480 v. Chr. Konsul.

## Leben
Marcus Fabius Vibulanus und seine Brüder Kaeso und Quintus bekleideten in den Jahren 485 bis 479 v. Chr. abwechselnd das höchste Staatsamt in der frühen römischen Republik. Die Familie der Fabier war damals eine der führenden Geschlechter Roms und erreichte unter den drei Brüdern einen Höhepunkt ihrer Macht. In seinem ersten Konsulat 483 v. Chr. kämpfte Marcus Fabius zusammen mit seinem Mitkonsul Lucius Valerius Potitus angeblich gegen Veienter und Volsker. 480 v. Chr. erneut zum Konsul gewählt, zog Marcus Fabius mit seinem Kollegen Gnaeus Manlius wieder gegen die Veienter zu Felde, soll aber befürchtet haben, dass seine Truppen wie schon in den vorhergegangenen Jahren den Konsuln wegen innenpolitischen Spannungen nicht folgen würden. Doch das Heer habe diesmal keine Probleme gemacht und nach hartem Kampf gewonnen. Da aber auch Quintus Fabius gefallen war, habe sein Bruder Marcus aus Trauer auf einen Triumph verzichtet. 477 v. Chr. soll er wie die meisten anderen Angehörigen der Fabier in der Schlacht am Cremera gegen die Veienter ums Leben gekommen und damit die Familie nahezu ausgerottet worden sein. Eine ausführlichere Darstellung findet sich unter Kaeso Fabius Vibulanus.